# Dorylus bequaerti
Dorylus bequaerti is een mierensoort uit de onderfamilie van de Dorylinae. De wetenschappelijke naam van de soort is voor het eerst geldig gepubliceerd in 1913 door Forel.